# Spadel
Spadel NV is een Belgische onderneming die marktleider is voor natuurlijk mineraalwater in de Benelux. 
De holding beheert Spa Monopole, Spadel Nederland en Spadel UK. Haar portfolio bestaat uit de merken Spa, Bru, Wattwiller en Brecon Carreg.

## Activiteiten
Spadel is een groot onafhankelijk Belgisch familiebedrijf van mineraalwater. Het is de marktleider in de
Benelux in het segment natuurlijk mineraalwater. In 2014 realiseerde het een omzet van 231 miljoen euro en een bedrijfsresultaat van 23,5 miljoen euro. De helft van de omzet werd gerealiseerd in België en een derde in Nederland. Bij het bedrijf werken 1.287 mensen en Spadel verkocht in 2014 zo'n 576 miljoen liter.
In juli 2013 werd Société Anonyme des Eaux Minérales de Ribeauvillé, kortweg SAER, overgenomen. Daarmee wordt het bronwatermerk Carola toegevoegd. Spadel koopt SAER voor circa 11,4 miljoen euro van Nestlé Waters Frankrijk. SAER telt circa 50 medewerkers en behaalde een omzet van 16,3 miljoen euro in 2012.

### Productiesites
| Merk          | Locatie                           | Historiek       |
| ------------- | --------------------------------- | --------------- |
| Spa           | Spa, België                       | 1583            |
| Bru           | Lorcé, België                     | 1942            |
| Brecon Carreg | Trap (Wales), Verenigd Koninkrijk | 1983 (overname) |
| Wattwiller    | Wattwiller, Frankrijk             | 2004 (overname) |
| Carola        | Ribeauvillé, Frankrijk            | 2013 (overname) |
| Devin         | Devin, Bulgarije                  | 2016 (overname) |

## Eigenaren
Per 31 december 2014 was 90,84% van de aandelen (meer bepaald 3.750.010 stuks van in totaal 4.150.350 uitstaande aandelen, genoteerd op de aandelenbeurs van Brussel) in handen van de vennootschap Finances & Industries NV (F&I). F&I zelf wordt volledig gecontroleerd door Marc du Bois (CEO van Spadel), via de familieholding Société de Participation Guyan (Luxemburg) Sarl.

## Openbaar bod tot uitkoop
Medio september 2015 maakt de familie bekend dat het Spadel van de beurs wil halen: ze laat door F&I een overnamebod uitbrengen op alle (ongeveer bijna 9 %) van de aandelen die ze nog niet bezit of controleert. Het bod bedraagt 95 euro per aandeel, wat neerkomt op ongeveer 36,1 miljoen euro voor de 380.350 resterende aandelen.
Volgens de familie is een beursnotering niet langer noodzakelijk. Het bedrijf wil belangrijke investeringen voor toekomstige groei doen, en die kunnen betaald worden uit de vrije kasstroom en de bestaande liquiditeiten. Axel Miller (door Marc du Bois aangesteld als voorzitter van F&I) voegt eraan toe dat hij ook vindt dat de kosten van de beursnotering relatief hoog zijn voor de bescheiden omvang van het bedrijf Spadel.
Een aantal minderheidsaandeelhouders (onder aanvoering van dhr. André de Barsy) gaan niet akkoord met deze redenering, en verzetten zich tegen het bod van F&I door hun aandelen niet te willen aanbieden. Ze vinden dat het bedrijf Spadel veel meer waard is dan wat geboden wordt. De Barsy is al aandeelhouder van bij de start van de beursnotering in 1969, toen Marc du Bois nog een kind was, en wil dit nog lang blijven. Hij redeneert niet zoals een professioneel beleggingsfonds, dat inderdaad moeilijk zou kunnen leven met de mogelijks hogere volatiliteit en lagere winsten op korte termijn die mogelijks zouden gepaard gaan met de investeringen van het bedrijf. Hij denkt op langere termijn, en denkt dat de investeringen een goede zet zijn voor de groei van het bedrijf op langere termijn. Hij vindt ook dat de bieder F&I de grote hoeveelheid cash geld dat in het bedrijf aanwezig is niet mag gebruiken om er zelf het uitkoopbod mee te financieren, maar dat dit toekomt aan alle aandeelhouders van het bedrijf. Hiertoe doet hij het voorstel dat dit overschot aan liquide middelen zou uitgekeerd worden aan de aandeelhouders.
Het verzet van de minderheidsaandeelhouders is succesvol; het bod mislukt en een gepland uitrookbod wordt tegengehouden. Na twee rondes eind 2015 worden slechts 22 % van de vrije aandelen aangeboden (91.187 stuks), zodat F&I strandt op een bezit van 93,03 % van alle uitstaande aandelen, beneden de drempel van minimaal 95% van het aandelenkapitaal nodig om een uitrookbod te kunnen uitbrengen en Spadel van de beurs te halen.

## Resultaten
In de onderstaande tabel de resultaten van Spadel vanaf 2010.
| Jaar | Omzet | Bedrijfs resultaat | Netto- resultaat | Eigen vermogen | Balans- totaal |
| ---- | ----- | ------------------ | ---------------- | -------------- | -------------- |
| 2010 | 196,5 | 16,3               | 12,8             | 89,1           | 190,8          |
| 2011 | 196,9 | 12,3               | 8,7              | 93,7           | 201,4          |
| 2012 | 198,2 | 12,8               | 8,9              | 99,4           | 199,7          |
| 2013 | 210,4 | 17,3               | 11,8             | 105,5          | 224,6          |
| 2014 | 231,1 | 23,5               | 16,6             | 117,9          | 246,4          |
| 2015 | 242,0 | 30,6               | 21,0             | 134,5          | 274,4          |

## Trivia
- In 2009 won Spa als eerste watermerk de Europese prijs voor Kwaliteit van Natuurlijk Mineraalwater.[3]
- In Nederland wordt fleswater (van welk merk ook) bekend als spa blauw (plat water) of spa rood (spuitwater).